# Mõniste
Mõniste – wieś w Estonii, w prowincji Võru, w gminie Mõniste.
W miejscowości znajduje się najstarszy skansen w Estonii.